# Ha-Bima
Národní divadlo ha-Bima (hebrejsky: הבימה  התיאטרון הלאומי, doslova: „pódium“), často přepisováno Habima, je izraelské národní divadlo sídlící v Tel Avivu, jedno z prvních hebrejských divadel.
Divadlo ha-Bima bylo založeno v Moskvě Nachumem Zemachem roku 1917. V roce 1926 divadlo vyjelo ze Sovětského svazu na pětileté celosvětové turné Evropě a Spojených státech, kde se nakonec část členů rozhodla zůstat. Roku 1928 se zbytek ansámblu přesunul do mandátní Palestiny, kde i nadále soubor pracoval pod vedením sovětských režisérů. Od roku 1931 už sídlí divadlo trvale v Palestině a následně Izraeli. Roku 1958 byla ha-Bima prohlášena za národní divadlo a obdržela státní cenu (jakožto instituce). V roce 1968 do něj vplynulo dosud samostatné Divadlo Zavit.
V roce 2007 bylo divadlo uzavřeno kvůli zásadní rekonstrukci, při které byl z původní budovy zachován pouze skelet. Po necelých pěti letech oprav divadlo v lednu 2012 obnovilo provoz.

## Galerie

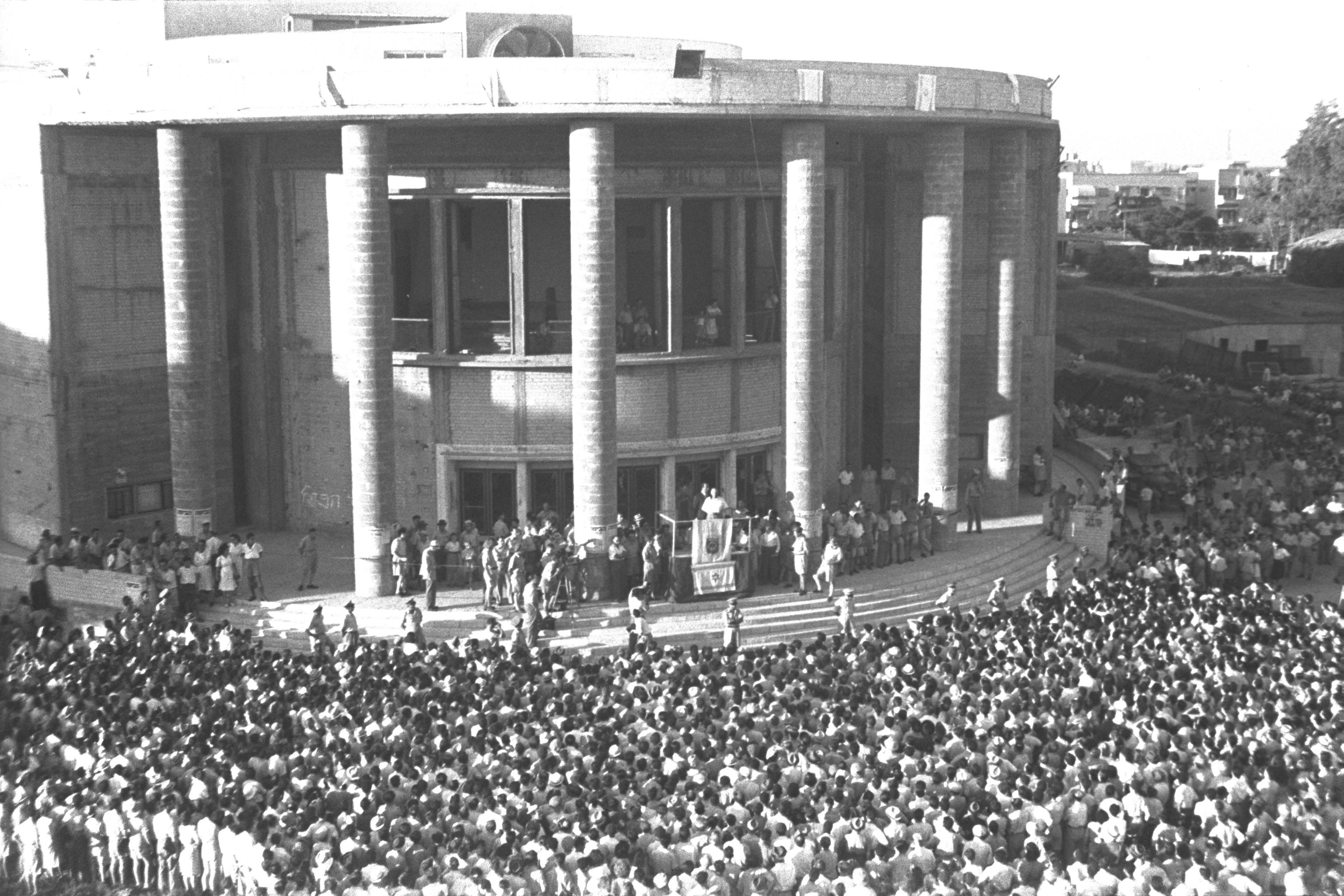
Historický vzhled budovy v roce 1946 (před divadlem demonstrace proti britské Bílé knize)
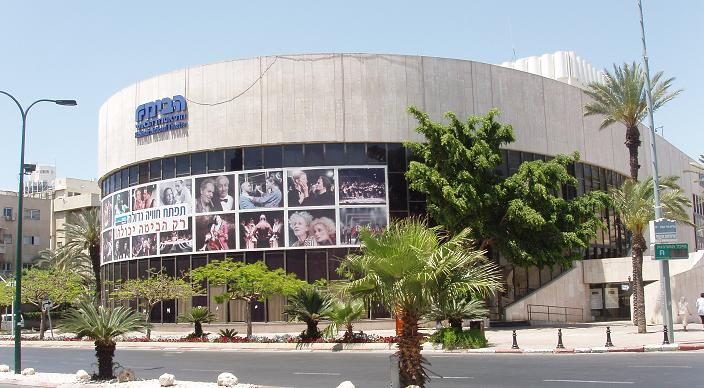
Divadlo v roce 2005
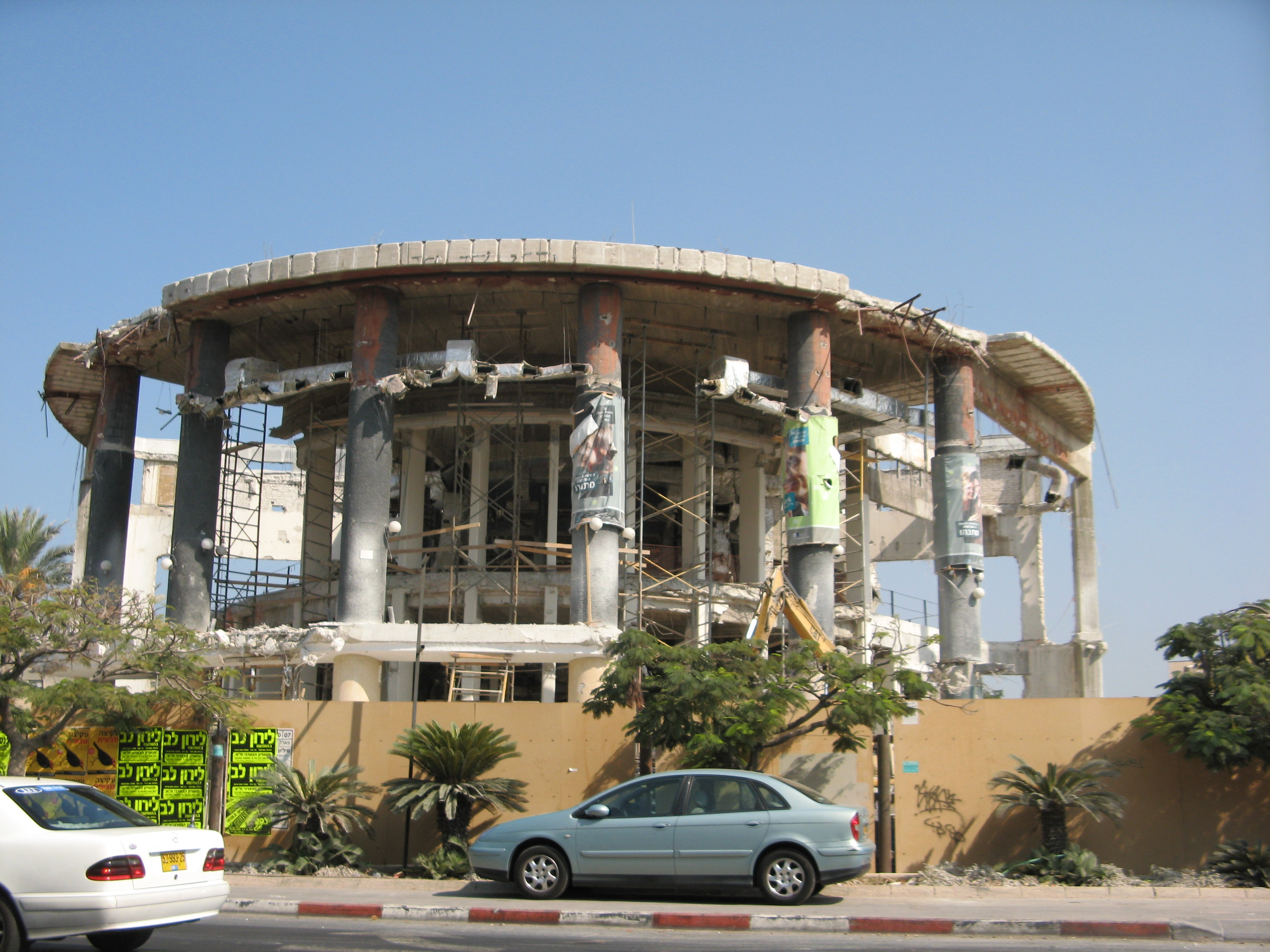
Stav budovy během rekonstrukce v říjnu 2007
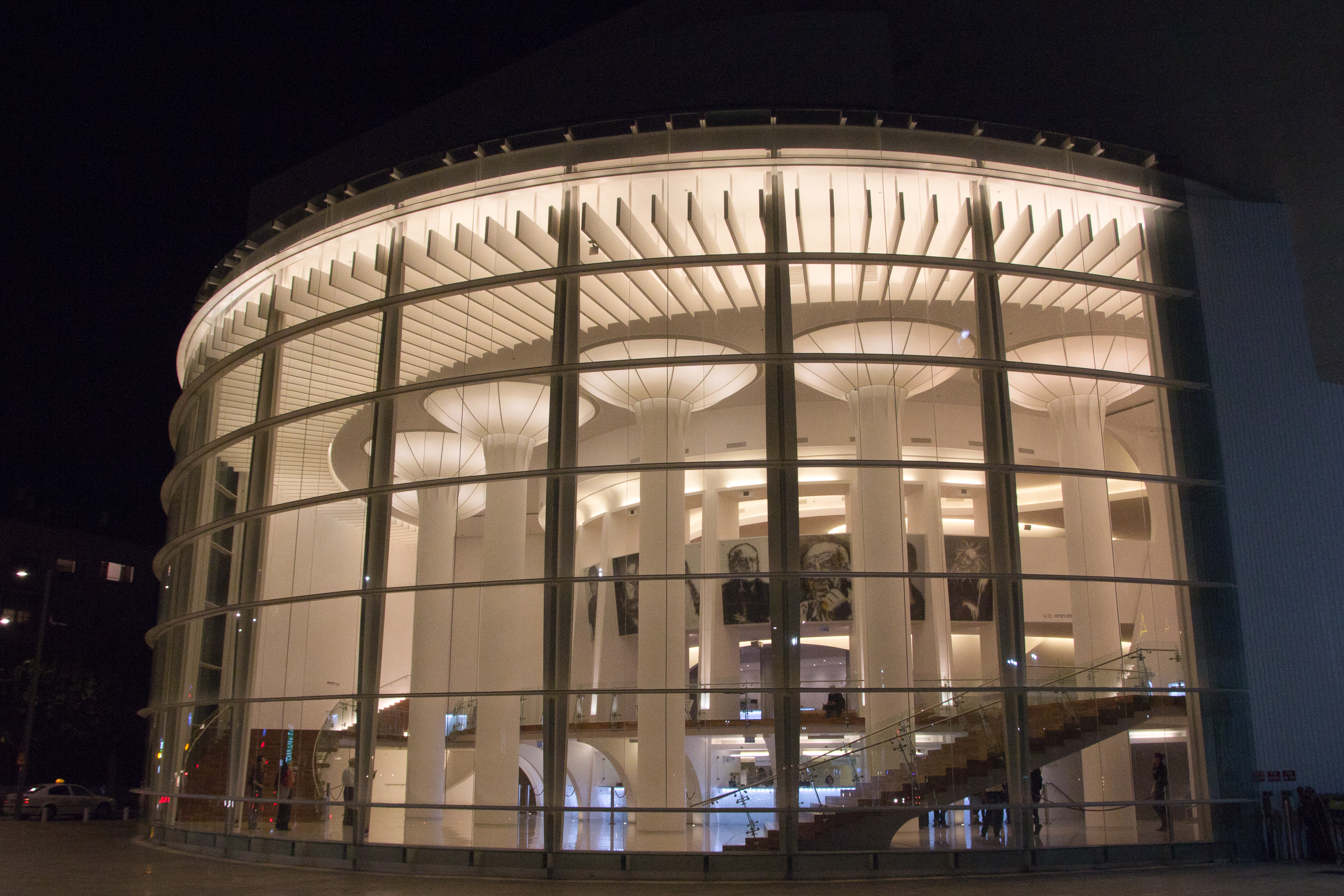
Divadlo v novém vzhledu v závěru roku 2012